# والت هاربر
والت هاربر (بالإنجليزية: Walt Harper)‏ هو عازف جاز وعازف بيانو أمريكي، ولد في 3 يوليو 1926 في بيتسبرغ في الولايات المتحدة، وتوفي في 25 أكتوبر 2006 بسبب نوبة قلبية.

## وصلات خارجية
- والت هاربر على موقع ميوزك برينز (الإنجليزية)